# 11858 Devinpoland
11858 Devinpoland eller 1988 RC11 är en asteroid i huvudbältet som upptäcktes den 14 september 1988 av den amerikanska astronomen Schelte J. Bus vid Cerro Tololo. Den är uppkallad efter Devin Patrick Poland.
Den tillhör asteroidgruppen Themis.